# Berberis pseudothunbergii
Berberis pseudothunbergii är en berberisväxtart som beskrevs av P. Y. Li. Berberis pseudothunbergii ingår i släktet berberisar, och familjen berberisväxter. Inga underarter finns listade i Catalogue of Life.